# Vicente del Bosque
Vicente del Bosque González, 1º Marquês de Del Bosque (Salamanca, 23 de dezembro de 1950) é um ex-futebolista e ex-treinador espanhol.
Foi jogador do Real Madrid onde venceu vários campeonatos. Também foi treinador do clube.
Foi campeão da Copa do Mundo de 2010, disputada na África do Sul, sendo o primeiro mundial vencido pela Espanha. Também conquistou com a Espanha o Campeonato Europeu de Futebol de 2012 batendo a Itália por 4 a 0.

## Carreira

### Copa do Mundo FIFA de 2010
Após ter uma campanha perfeita nas eliminatórias da Copa do Mundo de 2010 vencendo todos os jogos na fase de grupos se classificando para a Copa. Em sua estreia pela Copa do Mundo perdeu o primeiro jogo por 1 a 0 para a Suíça, mas venceu os dois jogos seguintes contra o Chile e Honduras, indo assim para oitavas de final. Na segunda fase venceu Portugal com um gol polêmico de David Villa.
Chegou as quartas de final da Copa contra o Paraguai, sofrendo um pênalti logo no começo do segundo tempo, em que o goleiro Iker Casillas defendeu e no fim novamente David Villa fez o gol da vitória por 1 a 0, chegando assim a semifinal onde bateu a Alemanha pelo mesmo placar com gol de Carles Puyol. Em Joanesburgo, contra a Seleção da Holanda foi do primeiro ao segundo tempo em 0 a 0 no placar, até aos 11 minutos do segundo tempo da prorrogação Andrés Iniesta marcar o gol do título espanhol.

#### Euro 2012
No Campeonato Europeu de 2012, sua equipe empatou um jogo e venceu os outros dois na fase de grupos em que caiu com Itália, Croácia e Irlanda. Nas quartas de final derrotou a França por 2 a 0 com dois gols de Xabi Alonso em 23 de junho. Chegou as semifinais contra Portugal, quando houve empate em 0 a 0 indo assim para os pênaltis onde se classificou vencendo por 4 a 2. Na partida final sua equipe tornou-se novamente campeã com a Espanha batendo a Itália por 4 a 0.
Copa do Mundo 2014
Depois de um vexame na final da Copa das Confederações 2013 (a equipe foi derrotada pelo Brasil por 3 a 0), Vicente del Bosque naturalizou o brasileiro Diego Costa para que este ajudasse seu ataque. Mas não adiantou muito. A Espanha estreou sendo humilhada por 5 x 1 para a Holanda de virada, com direito a um gol de "peixinho" de Van Persie.
A equipe apostou tudo no jogo contra o Chile. Porém, logo no primeiro tempo, estava 2 x 0 Chile. A Espanha foi para o ataque e teve uma grande oportunidade, mas uma das grandes chances do jogo foi em um contra-ataque chileno. Vicente colocou Fernando Torres, mas as tentativas de gol dele foram inúteis. O juiz encerrou o jogo e a atual campeã do torneio foi eliminada na primeira fase com duas derrotas e uma vitória de 3x0 sobre a Austrália. Isso aconteceu também com a Itália, seleção tetracampeã eliminada também na primeira fase.
 Marquês
Recebeu do rei Juan Carlos da Espanha em 4 de fevereiro de 2011 o título de Marquês por sua dedicação ao esporte espanhol.
Anunciou em 2013 que encerraria sua carreira como treinador após a Copa do Mundo de 2014.
Comandou a Fúria na Eurocopa de 2016 mas, após eliminação para a seleção italiana nas oitavas de final, com derrota por 2 a 0, Vicente del Bosque deixou de ser treinador da Espanha.

## Títulos

### Como Jogador
Real Madrid
- Copa da Espanha: 1972–74, 1974–75, 1979–80, 1981–82
- Campeonato Espanhol: 1974–75, 1975–76, 1977–78, 1978–79, 1979–80

### Como Treinador
Real Madrid
- Copa Ibero-Americana: 1994
- Liga dos Campeões da UEFA: 1999–00, 2001–02
- Campeonato Espanhol: 2000-01, 2002–03
- Supercopa da Espanha: 2001, 2003
- Supercopa Européia: 2002
- Copa Intercontinental: 2002

Espanha
- Copa do Mundo FIFA: 2010
- Eurocopa: 2012

### Individuais
- Time do Ano da UEFA: 2012
- Onze d'Or: 2000
- 11º Melhor Treinador de Todos os Tempos da ESPN: 2013[17]
- 13º Melhor Treinador de Todos os Tempos da World Soccer: 2013[18][19]
- 33º Melhor Treinador de Todos os Tempos da France Football: 2019[20][21][22]
- Melhor Treinador do Mundo da IFFHS: 2009, 2010, 2012 e 2013[23]

## Estatísticas como treinador
| País    | Equipe      | Entrada | Saída | Estatísticas | Estatísticas | Estatísticas | Estatísticas | Estatísticas | Estatísticas | Estatísticas | Estatísticas |
| País    | Equipe      | Entrada | Saída | J            | V            | E            | D            | % Vit        | GF           | GC           | +/-          |
| ------- | ----------- | ------- | ----- | ------------ | ------------ | ------------ | ------------ | ------------ | ------------ | ------------ | ------------ |
| Espanha | Castilla    | 1987    | 1990  | 114          | 42           | 31           | 41           | 36.84%       | 144          | 145          | -1           |
| Espanha | Real Madrid | 1994    | 1994  | 11           | 5            | 1            | 5            | 45.45%       | 23           | 22           | +1           |
| Espanha | Real Madrid | 1996    | 1996  | 1            | 1            | 0            | 0            | 100%         | 5            | 0            | +5           |
| Espanha | Real Madrid | 1999    | 2003  | 233          | 127          | 56           | 50           | 54.51%       | 273          | 155          | +118         |
| Turquia | Beşiktaş    | 2004    | 2005  | 25           | 11           | 7            | 7            | 44%          | 40           | 25           | +15          |
| Espanha | Espanha     | 2008    | 2016  | 114          | 87           | 10           | 17           | 76.32%       | 254          | 79           | +175         |
| Total   | Total       | Total   | Total | 508          | 273          | 105          | 130          | 53.74%       | 927          | 538          | +389         |